# Conus ardisiaceus
Espèce
Conus ardisiaceus est une espèce de mollusques gastéropodes marins de la famille des Conidae.
Comme toutes les espèces du genre Conus, ces escargots sont prédateurs et venimeux. Ils sont capables de « piquer » les humains et doivent donc être manipulés avec précaution, voire pas du tout.

## Description
La taille de la coquille varie entre 24 mm et 55 mm.

## Distribution
Cette espèce marine est présente au large de Mascate et Oman.

### Niveau de risque d’extinction de l’espèce
Selon l'analyse de l'UICN réalisée en 2011 pour la définition du niveau de risque d'extinction, cette espèce est endémique aux récifs au large d'Oman, allant de Muscat au sud à l'île d'Al Masirah. Elle a une aire de répartition restreinte avec une étendue d'occurrence et une zone d'occupation de moins de 2 000 km2. Elle est susceptible d'être vulnérable aux menaces de la pollution marine, en particulier de l'industrie pétrolière, qui est répandue dans la région. Sur la base de cette menace, pour laquelle un seul événement menaçant peut potentiellement affecter une grande zone, nous déduisons une occurrence de pas plus de dix emplacements. L'espèce n'a jamais été abondante, mais elle est très rare aujourd'hui. Nous en déduisons donc qu'il y a eu un déclin du nombre d'individus qui est probablement en cours puisque les causes ne sont pas entièrement comprises et n'ont donc pas été traitées. Elle est classée comme vulnérable.

## Taxonomie

### Publication originale
L'espèce Conus ardisiaceus a été décrite pour la première fois en 1850 par le zoologiste français Louis Charles Kiener dans « Spécies général et iconographie des coquilles vivantes Vol 2 »,.

### Synonymes
- Conus (Floraconus) ardisiaceus Kiener, 1850 · appellation alternative
- Conus biliosus ardisiaceus Kiener, 1845 · non accepté
- Ketyconus ardisiaceus (Kiener, 1850) · non accepté
- Rhizoconus ardisiaceus (Kiener, 1850) · non accepté